# Королевский колледж искусств
Королевский колледж искусств  (англ. Royal College of Art, сокр. RCA) — британское учебное заведение, предлагающее обучение в аспирантуре по искусству и дизайну студентам из более чем 60 стран мира. С 2019 года RCA занимает первое место в рейтинге QS Рейтинг мировых университетов в предметной области искусства и дизайна в течение пяти лет подряд. 

## История
Колледж был создан в 1837 году в Сомерсет-хаусе как Government School of Design (или Metropolitan School of Design). В 1852 году его возглавил Ричард Бурчетт и руководил им более двадцати лет. В связи с расширением, в 1853 году колледж переехал в Мальборо-хаус, а затем в Южный Кенсингтон в Музей Виктории и Альберта. В 1857 году учебное заведение было переименовано в  Normal Training School of Art, а в 1863 году — в  National Art Training School. На рубеже 1896/1897 годов стал называться Royal College of Art, сохранив это имя по настоящее время. Колледж продолжал расширяться и в 1967 году получил королевскую хартию, которая дала ему статус независимого университета с полномочиями выдавать свои собственные степени.

## Деятельность
Колледж имеет три кампуса, расположенных в Южном Кенсингтоне, Баттерси и в Уайт-Сити. 
Выпускники могут получить степени Master of Arts, Master of Philosophy и Doctor of Philosophy в двадцати восьми тематических областях, разделенных на четыре школы: архитектура, искусство и гуманитарные науки, коммуникации, дизайн. 
В числе его выпускников — выдающиеся люди во многих областях деятельности. Колледж имеет несколько наград и премий, которые присуждает своим выпускникам, в частности приз Шейлы Робинсон. Существует Общество Королевского колледжа искусств, объединяющее его выпускников. 
Среди выпускников Королевского колледжа искусств за 1968 год скандально известный художник, фотограф и фальсификатор произведений искусства Грэм Овенден.